# Baie de l'Amour
Pour les articles homonymes, voir Amour (homonymie).
La baie de l'Amour (en russe : Аму́рский зали́в, Amourski zaliv) est une baie du nord-ouest du golfe de Pierre-le-Grand dans la mer du Japon. Elle se trouve dans le kraï du Primorie en Russie.

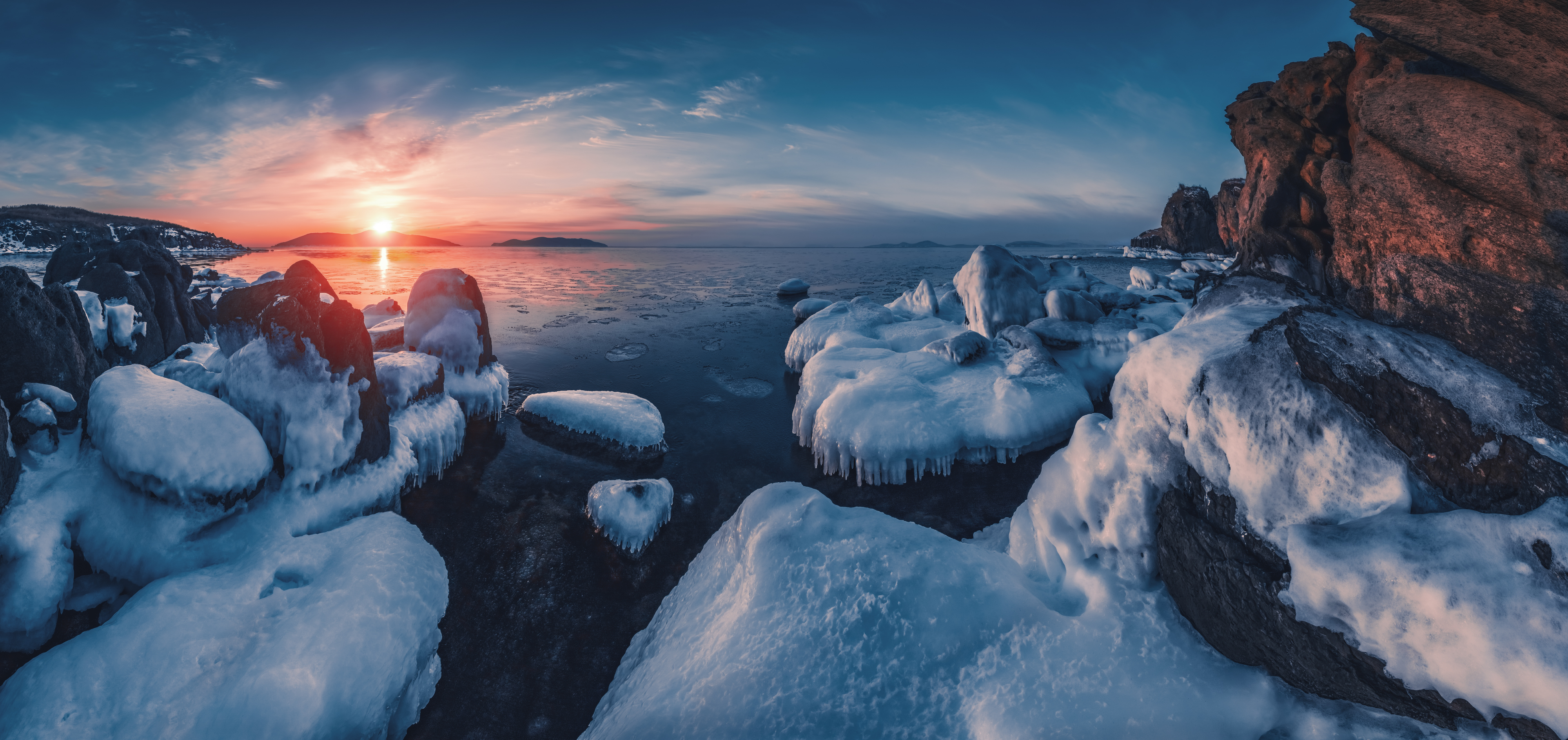
Lever de soleil sur la mer du Japon depuis Slavianka, raïon de Khassan.

La baie de l'Amour est longue de 65 km et large de 9 à 20 km. Sa profondeur est d'environ 20 m. La baie de l'Amour est la partie occidentale du golfe de Pierre-le-Grand, partagé par la péninsule Mouraviov-Amourski et l'île Rousski, l'autre partie formant la baie de l'Oussouri. Au nord, la baie reçoit les eaux du fleuve Razdolnaïa, qui prend sa source en Chine (jusqu'en 1972, il s'appelait Souïfoun ou Suifun).
En hiver, à partir de la fin décembre à la mi-mars, la baie de l'Amour gèle, mais l'épaisseur de la glace est faible. 
Sur la côte orientale de la baie se trouve la ville de Vladivostok. 
Depuis 2012, elle est traversée par un pont.